# Shanghai Y-10
 (juin 2017).
Si vous disposez d'ouvrages ou d'articles de référence ou si vous connaissez des sites web de qualité traitant du thème abordé ici, merci de compléter l'article en donnant les références utiles à sa vérifiabilité et en les liant à la section « Notes et références ».
Dimensions
Le Shanghai Y-10 ou Chang-Hai Y-10 est un avion de ligne quadriréacteur développé pendant les années 1970 par le constructeur aéronautique chinois Shanghai (en) en copiant la flotte de Boeing 707-120 que la CAAC avait acheté aux États-Unis à la suite du rapprochement chinois avec l'Occident.

## Historique
La République populaire de Chine voulait développer son propre avion sans devoir dépendre de l'étranger, mis à part les réacteurs. En effet, le Y-10 était doté de turbofans Pratt & Whitney JT3D-7 vendus avec les Boeing 707 à la CAAC. 
La désignation Y-10 fait référence à « Yunshuji » (qui signifie « transport » en chinois), modèle numéro 10. Le Shanghai Y-10 pouvait transporter entre 124 et 178 passagers. 
Le développement du Y-10, fierté de l'État chinois, a commencé en août 1970 avec pour but de permettre à son industrie à concevoir ses propres avions commerciaux. Le programme aura coûté en tout 537,7 millions de yuans sur dix ans, mais seuls deux exemplaires ont été construits, le premier prototype servant aux essais au sol et le deuxième prenant son envol pour la première fois le 26 septembre 1980. Ce prototype a effectué 130 vols avant sa mise en retraite en 1984, visitant notamment Pékin, Harbin, Urumqi, Zhengzhou, Hefei, Guangzhou, Kunming, Chengdu, et Lhassa.
Mais les plans de l'avion que le Shanghai Y-10 avait pris pour modèle dataient des années 1960, et la CAAC refusait d'en acheter. La Chine, qui ouvrait de plus en plus son commerce vers l'Occident, a abandonné le programme en 1983. Elle s'est lancée dans la construction sous licence du McDonnell Douglas MD-80 deux ans plus tard.